# کپسیدیول
کپسیدیول (به انگلیسی: ی) با فرمول یی C۱۵H۲۴O۲ یک ترکیب شیمیایی با قشناسه پاب‌کم ۱۱۸۱۷ است.